# 小傑瑞·法威爾
小傑瑞·法威爾（英語：Jerry Falwell Jr.，1962年6月17日—）是美國自由大學的校長，畢業於維吉尼亞大學法學院。2007年，他接替父親傑瑞·法威爾擔任自由大學校長。他是較早公開宣布支持唐納·川普的保守派人士之一，並且在2016年共和黨全國代表大會上發表了公開支持川普的演說。